# 貝亞維斯塔省
貝亞維斯塔省（西班牙語：Provincia de Bellavista），是秘魯的省份，位於該國中北部聖馬丁大區，首府是貝亞維斯塔，始建於1984年5月31日，面積8,051平方公里，2007年人口49,293，人口密度為每平方公里6.12人。
7°04′01″S 76°35′05″W / 7.06685°S 76.58475°W